# Vojcek (divadelní hra)

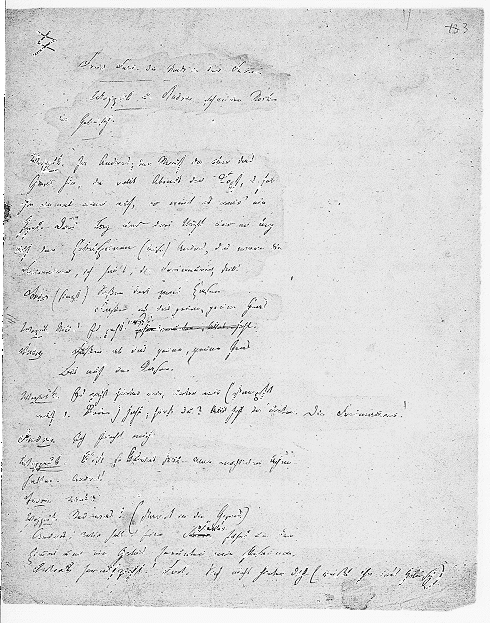
První strana „předběžného čistopisu“

Vojcek (v německém originále Woyzeck, uváděno též jako Wozzeck) je dramatický zlomek německého dramatika a básníka Georga Büchnera, který jej začal zapisovat pravděpodobně mezi koncem července a začátkem září 1836. Po jeho předčasné smrti v roce 1837 zůstalo dílo zlomkem. Rukopis se dochoval v několika stadiích náčrtů. V tisku se Vojcek poprvé objevil roku 1879 ve značně přepracovaném a vydavatelem pozměněném znění Karla Emila Franzose. Teprve 8. listopadu 1913 byl Vojcek poprvé proveden na jevišti, a to v Rezidenčním divadle (Residenztheater) v Mnichově. Od té doby byl přeložen do četných jazyků a mnohokrát nově interpretován. Zejména díky svému volnému řazení epizod ztělesňuje typ „otevřeného dramatu“, náleží v současnosti mezi nejhranější a nejvlivnější dramata německé literatury a inspiroval řadu umělců k jejich vlastním dílům.

## Vznik

### Prameny, historické vzory
Historickým předobrazem Büchnerova Vojcka je Johann Christian Woyzeck, narozený 3. ledna 1780 v Lipsku jako syn parukáře. Ze žárlivosti ubodal dne 21. června 1821 46letou vdovu Johannu Christianu Woostovou v průchodu v lipské Sandgasse. Při procesu vystavil profesor medicíny Johann Christian August Clarus dvě dobrozdání o příčetnosti obžalovaného. Woyzeck byl po dlouhém řízení, ve kterém se za něj pomocí znaleckého posudku zasazoval i saský následník trůnu, odsouzen a 27. srpna 1824 veřejně popraven na hlavním náměstí v Lipsku. Tento historický podklad byl v poslední době obšírně editorsky zpracován. Tak jsou dnes všechny rozsudky a posudky týkající se historického Woyzecka přístupné v plném textu a zhodnoceny z hlediska právních dějin i dějin psychiatrie.
Clarusovo dobrozdání s názvem Příčetnost vraha J. C. Woyzecka, podle zásad soudního lékařství řádně doložená (Die Zurechnungsfähigkeit des Mörders J. C. Woyzeck, nach Grundsätzen der Staatsarzneikunde aktenmäßig erwiesen) vyšlo v odborném časopise Henkes Zeitschrift für die Staatsarzneikunde. Büchnerův otec byl předplatitelem tohoto časopisu a vydával v něm sám případy ze své lékařské praxe.
Z téhož časopisu měl Georg Büchner pravděpodobně i informace o tovaryši z tabákové továrny Danielu Schmollingovi, který 25. září 1817 zabil svou milenku Henriettu Lehneovou na planině Hasenheide u Berlína, a o plátenickém tovaryši Johannu Dießovi, který 15. srpna 1830 ubodal svou milenku Elisabeth Reuterovou v blízkosti Darmstadtu.
Novější zdroj ukazuje i na další podklad: Dne 15. dubna 1816 zavraždil ševcovský tovaryš Johann Philipp Schneider, protože nemohl splatit své dluhy, tiskařského tovaryše Bernharda Lebrechta před Rýnskou branou v Darmstadtu. Následně si očistil ruce a obličej u bessungské brány v Darmstadtu a vypral svůj oděv v jezeře Großer Woog na okraji darmstadtského vnitřního města. Po činu se Schneider zdržoval v hostinci. Jistý holič nalezl Lebrechtovo tělo a vyrozuměl policii. Schneider byl identifikován na základě vražedné zbraně, odsouzen a popraven. Paralely k Büchnerovu dramatu jsou zjevné. Tento případ vydal roku 1816 jako separátní tisk štábní auditor Friedrich Schenk a advokát darmstadtského dvorního soudu Philipp Bopp jej roku 1834 pojal do své sbírky vybraných případů. Nedá se prokázat, že Büchner tuto publikaci znal, avšak mohl se s Boppem setkat přes společné známé z okruhu radikálních demokratů v Darmstadtu.
Do činohry byla zapracována další historicky podložená skutečnost, totiž experimenty s hrachovou kaší, které prováděl gießenský vědec Justus von Liebig. Předmětem těchto pokusů na lidech byli vojáci, kteří se po tři měsíce museli stravovat výlučně hrachovou kaší. Cílem přitom bylo zjistit, zda by bylo možné vyživovat vojsko a dělnictvo mnohem levněji, pokud by jim člověk podával namísto příležitostného masa luštěniny bohaté na bílkoviny. Tento nutriční výzkum zcela ztroskotal: probandi brzy začali trpět halucinacemi, ztráceli kontrolu nad svaly včetně svěrače a močení. Neurologické symptomy choroby, které se u Vojcka při jednostranné hrachové stravě projevily, jsou přitom skutečné následky otravy přebytkem tzv. „neproteinogenních aminokyselin“. V rozvojových zemích, jako jsou Bangladéš nebo Etiopie, se dodnes vyskytují takové příznaky otravy u chudého obyvatelstva, které si může dovolit pouze extrémně jednostrannou stravu.

### Rukopisy
Georg Büchner začal s prací na Vojckovi během roku 1836 ve Štrasburku. Pro svou předčasnou smrt následujícího roku drama nedokončil.
Celkově jsou k dramatu k dispozici – nepočítaje škrtnuté a zavržené pasáže – 31 výstupy z Büchnerovy ruky, které lze přiřadit pravděpodobně čtyřem vývojovým etapám. Nelze zjistit, jak Büchner zamýšlel tyto výstupy seřadit. Listy rukopisu nenesou žádná pořadová čísla, výstupy činohry nerozdělené na dějství nejsou číslovány. Mnohé výstupy jsou velmi krátké, a přesto samostatné. Inkoust rukopisu je natolik vybledlý, že Büchnerův bratr měl potíže s rozšifrováním díla, a i proto je nezahrnul do prvního souborného vydání Büchnerových spisů z roku 1850.
Fragment Vojcka existuje v rukopisných náčrtech několika znění, které jsou nyní uchovávány ve Výmaru v Archivu Goetheho a Schillera. Faksimile rukopisů vydal roku 1981 Gerhard Schmid.
Rukopis se zachoval v této podobě:
- pět listů ve formátu kanzlei, složené na dvoulisty ve formátu Folio se dvěma skupinami scén ke 21 (nyní nazýváno náčrtový stupeň H1) a 9 výstupům (náčrtový stupeň H2);
- jediný list ve kvartovém formátu se dvěma jednotlivými scénami;
- šest listů ve foliovém formátu, složené na šest dvoulistů ve kvartovém formátu (poslední náčrtový stupeň H4). Tento „předběžný čistopis“ dramatu je jakožto nejpokročilejší náčrt základem pro současná knižní a jevištní znění.

## Ediční historie
Zlomkovitost hry měla pro její uveřejnění – jakož i na inscenování – zásadní důsledky. Rukopisy musely být učiněny opět čitelnými, transkribovány, muselo být stanoveno pořadí výstupů pro uvádění na scéně. Pro vykladače Vojcka i pro specialisty na Büchnerovo dílo se nabízela řada příležitostí k diskusi.
Čtrnáct let po smrti Georga Büchnera vydal jeho bratr Ludwig Büchner roku 1850 Spisy z pozůstalosti (Nachgelassenen Schriften). Vojcek mezi ně nebyl zahrnut, protože rukopis byl silně vybledlý a z velké části nečitelný. Rakouskému spisovateli Karl Emil Franzos se podařilo rukopis chemickou procedurou učinit opět čitelným. Vydal tento zlomek roku 1879 ve značně přepracované v knize Georg Büchner: Sämmtliche Werke und handschriftlicher Nachlaß (Georg Büchner: Sebrané spisy a rukopisná pozůstalost). Jméno hlavního hrdiny zní podle Franzosova čtení Wozzeck. Na začátek děje neumístil Franzos scénu na otevřeném poli za městem, ale scénu holení (nyní 5. výstup). Tato ediční rozhodnutí mají dopady ještě v současnosti: film Vojcek Wernera Herzoga například začíná scénou holení stejně jako znění vydané v rámci Projektu Gutenberg. Toto pořadi výstupů je použito mj. i v edici nakladatelství Oldenbourg-Verlag.
O Franzosovu redakci Vojcka se opíral Paul Landau, který vydal roku 1909 další znění v Sebraných spisech Georga Büchnera, které se od Franzosova vydání liší pouze v řazení některých scén. Tuto verzi využil Alban Berg jako podklad pro svou operu „Vojcek“. Teprve od edice Georga Witkowského (Lipsko 1920) se používá v originále správnější čtení Woyzeck, které se postupně prosadilo i v divadelní praxi.
Fritz Bergemann vydal Büchnerovy Sebrané spisy a dopisy. Nedokončené Kriticko-historické vydání Wernera R. Lehmanna bylo i podkladem pro Mnichovské vydání v nakladatelství Carl Hanser Verlag roku 1980.
Sebrané spisy, dopisy a dokumenty ve dvou svazcích, vydané Henrim Poschmannem, je nejnovější edice souborného Büchnerova díla (od roku 2002 v brožované formě v nakladatelství Insel-Verlag). Burghard Dedner je spolu s Thomasem Michaelem Mayerem odpovědným redaktorem Studijního vydání v nakladatelství Reclam.
Roku 2001 vydalo mnichovské nakladatelství K.G.Saur Verlag knihu a CD-Rom Georg Büchner: Woyzeck. Faksimile, Transkription, Emendation und Lesetext, redigoval Enrico De Angelis (ISBN 3-598-11457-5).
V lednu 2006 vyšla aktuální edice Vojcka v 7. svazku Historicko-kritického vydání sebraných děl a spisů Georga Büchnera, tzv. Marburského vydání. Svazek s textem (svazek 7.1) editovali Burghard Dedner a Gerald Funk, svazek s komentářem (svazek 7.2) napsal Burghard Dedner. Marburské vydání bylo ukončeno v září 2013.

## Drama

### Postavy
- František Vojcek (Franz Woyzeck)
- Marie
- Kristián (Christian), její syn, zhruba jednoletý
- Hejtman
- Doktor
- Plukovní tambor
- Poddůstojník
- Ondřej (Andres)
- Markéta (Margreth)
- Pouťový vyvolávač
- Stařec s flašinetem
- Tančící dítě
- První tovaryš
- Druhý tovaryš
- Blázen Karel (Karl)
- Žid
- Babička (stařena)
- První dítě
- Druhé dítě
- První osoba
- Druhá osoba
- Hostinský
- Katka (Käthe)
- Soudní sluha
- Holič
- Lékař
- Soudce
- Policejní sluha
- Vojáci, tovaryši, lidé, děvčata a děti

### Přehled děje
Prostý voják František Vojcek, který se snaží finančně podporovat svou družku Marii a jejich společné nemanželské dítě, pracuje jako vojenský sluha u svého hejtmana. Aby dosáhl přilepšení ke svému hubenému žoldu, který do krejcaru odevzdává Marii, nechává si bezskrupulózním doktorem pro pokusné účely naordinovat hrachovou dietu. Hejtman a doktor využívají Vojcka nejen fyzicky a psychicky, ale navíc ho i veřejně ponižují.
Když Marie potají naváže milostný vztah s plukovním tamborem a Vojcek si potvrdí své klíčící podezření poté, co pozoruje Marii v hospodě se svým milencem při tanci, domnívá se, že slyší vnitřní hlasy, které mu přikazují, aby nevěrnou Marii zabil. Protože jeho peníze nedostačují ke koupi pistole, obstará si nůž, odvede Marii na večerní procházku do blízkého lesa a probodne ji tam na břehu jezera.

### Pořadí výstupů

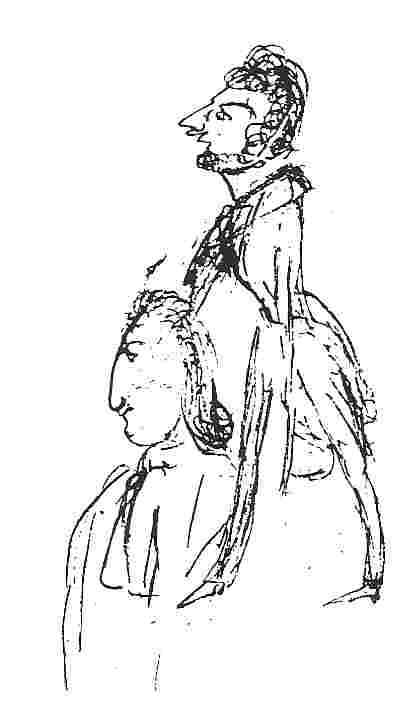
Postranní kresba z Büchnerova rukopisu ke scéně na ulici – výřez

V současnosti existuje několik knižních a jevištních verzí Vojcka. Werner R. Lehmann rekonstruoval na základě Büchnerových rukopisů toto pořadí výstupů:
- 1. výstup: Otevřené pole, v pozadí město

Vojcek, který se svým kamarádem Ondřejem řeže vrbové proutí, se cítí ohrožován nadpřirozenými mocnostmi. Ondřej se snaží svůj strach, vyvolaný Vojckovými halucinacemi, zahnat lidovou písní o „dvou zajících“.
- 2. výstup: Město

Vojenská kapela prochází ulicí. Sousedka Markéta ji sleduje. Vojcek navštěvuje svou milenku a dítě. Hovoří tajuplně. Marie mu nerozumí.
- 3. výstup: Bouda, světla, lidé

Stařec zpívá s doprovodem flašinetu. Marie a Vojcek poslouchají vyvolávače, který představuje kuriozity. Poddůstojník a plukovní tambor obdivují Marii.
- 4. výstup: Mariina světnička

Marie pozoruje svůj obraz v zrcadle. Plukovní tambor jí daroval náušnice. Vojcek ji překvapí a předává jí peníze. Pak zase odbíhá.
- 5. výstup: U hejtmana

Vojcek holí hejtmana. Ten se mu vysmívá. Když hejtman zavede řeč na Vojckovu morálku a jeho nemanželské dítě, povolí Vojcek stavidla své výřečnosti a stěžuje si na nespravedlnost světa.
- 6. výstup: Mariina světnička

Plukovní tambor činí Marii návrhy. Ta jej nejprve odmítá, pak však podléhá.
- 7. výstup: V uličce

Vojcek má tušení, že ho Marie podvádí. Chce si svou domněnku o Mariině nevěře potvrdit.
- 8. výstup: U doktora

Vojcek se nabídl doktorovi k pokusům, aby vydělal peníze. Doktor mu předává denní porci hrachu. Vojcek mluví o svých viděních. Pro doktora je Vojcek „pozoruhodný případ“.
- 9. výstup: Ulice

Hejtman uráží doktora svými názory. Doktor předpovídá hejtmanovi brzkou mrtvici. Když se jim Vojcek připlete do cesty, vylévají si na něm oba hněv a činí narážky na poměr mezi Marií a plukovním tamborem. Vojcek je zasažen.
- 10. výstup: Strážnice

Vojcek vypráví Ondřejovi o svém vnitřním neklidu.
- 11. výstup: Hostinec

Tovaryši se baví, vojáci a mladé ženy tančí. Mezi nimi jsou i Marie a plukovní tambor. Vojcek sleduje tento pár a nechápe.
- 12. výstup: Otevřené pole

Vojcek slyší hlasy, které mu ukládají, aby Marii zabil.
- 13. výstup: Noc

V noci se snaží Vojcek hovořit s Ondřejem a vypráví mu o hlasech, které mu přikazují zabít, ale Ondřej chce jen spát.
- 14. výstup: Hostinec

Vojcek a plukovní tambor se setkávají. Tělesně slabší Vojcek v souboji podléhá.
- 15. výstup: Krám

Vojcek si v židovském krámě pořídí nůž.
- 16. výstup: Světnička

Marie cítí lítost nad svým jednáním a hledá útěchu v bibli.
- 17. výstup: Kasárna

Vojcek sděluje Ondřejovi, jak má být po jeho smrti naloženo s jeho skrovným majetkem. Ondřej nechápe kamarádovo rozpoložení a domnívá se, že Vojcek má jen horečku, kterou mohou vyléčit v lazaretu.
- 18. výstup: Doktorův dvůr

Studenti se účastní přednášky. Doktor Vojcka předvádí jako pokusný objekt a ponižuje ho.
- 19. výstup: Marie s děvčaty před domovními dveřmi / Ulice

Marie sedí s několika děvčátky a babičkou před domem. Babička vypravuje pohádku o hvězdných tolarech, ale v pozměněné podobě jako antipohádku se špatným koncem. Vojcek přichází a vyzývá Marii, aby ho následovala, že je již čas.
- 20. výstup: Večer. V pozadí město

Vojcek a Marie jsou za městem. Marie za ním jde nedobrovolně a snaží se ze situace vyvléci a vrátit se. Namísto toho, aby ji nechal odejít, vrhne se na ni náhle Vojcek v záchvatu zuřivosti a ubodá ji.
- 21. výstup: Lidé přicházejí

Dvě osoby zaslechnou z dálky, co se děje, a vydávají se na místo činu.
- 22. výstup: Hostinec

Vojcek vyhledá hostinec, aby si odpočinul. Jedna žena v hostinci zpozoruje na Vojckovi stopy krve, načež se Vojcek dává na útěk.
- 23. výstup: Večer. V pozadí město

Vojcek hledá nůž na místě činu v blízkosti rybníka, aby zahladil stopy zločinu.
- 24. výstup: Vojcek u rybníka

Vojcek zahazuje nůž do rybníka a omývá si ruce od krve.
- 25. výstup: Ulice

Děti si vyprávějí, že za městem byla nalezena mrtvola.
- 26. výstup: Soudní sluha, lékař a soudce

Nalezená mrtvola je obhlížena jako podívaná.
- 27. výstup: Karel (idiot), Vojcek a dítě

Karel kolíbá Mariino dítě na klíně. Vojcek mu slibuje koláč. Karel s dítětem odbíhá pryč.

### Zvláštnosti Büchnerova stylu
Oproti řeči soudobého klasického dramatu převládá ve Vojckovi hovorový jazyk (
„Aber mit der Natur ist’s was anders, sehn Sie; mit der Natur, das ist so was, wie soll ich doch sagen, zum Beispiel …“) – Pomocí záměrného používání větných zlomků, elips a citoslovcí zprostředkovává Büchner autenticitu řeči. Současně slouží tato podoba hovorové řeči jako prostředek stupňování napětí. Mimoběžné hovory lidí zkonkrétňují Vojckovu osamělost a jeho hroutící se vztah k Marii. Navíc se Büchnerovi podařilo naznačit společenské postavení mluvčích pomocí různých jazykových úrovní. Doktor hovoří spisovně, zatímco řeč Vojcka a Marie, kteří náležejí k nejnižší společenské vrstvě, obsahuje nářeční prvky a gramatické chyby.
Společensky výše situované postavy hovoří sice vesměs mluvnicky správněji, zabíhají však často do bezobsažných frází (např. doktor: … der Mensch ist frei, in dem Menschen verklärt sich die Individualität zur Freiheit, 8. výstup) nebo se vyjadřují vágně a nepřesně ve formě tautologií (např. hejtman: Er hat keine Moral! Moral, das ist, wenn man moralisch ist, versteht Er!, 5. výstup).
Naproti tomu se Vojcek tam, kde sebere odvahu a hovoří z vlastního popudu, vyjadřuje velmi konkrétně a názorně. Kvůli používání četných metafor vzniká dojem, že nemyslí v logických pojmech, ale výlučně v obrazech (např. Über der Stadt is alles Glut! Ein Feuer fährt um den Himmel und ein Getös herunter wie Posaunen, 1. výstup; … der liebe Gott wird den armen Wurm nicht drum ansehen, ob das Amen drüber gesagt ist, eh er gemacht wurde, 5. výstup; … so ein schöner, fester, grauer Himmel; man könnte Lust bekommen, ein’ Kloben hineinzuschlagen und sich daran zu hängen, 9. výstup; Wenn man kalt is, so friert man nicht mehr. Du wirst vom Morgentau nicht frieren, 20. výstup; Nein, keine Schuh, man kann auch ohne Schuh in die Höll gehn, 22. výstup). A nadmíru obraznou, básnivě jímavou „pohádku“ (19. výstup) vypráví babička, která rovněž náleží k nižší vrstvě.
I označení rolí má vypovídací hodnotu. Mnohé z osob, které pocházejí ze spodní společenské vrstvy (Vojcek, jeho spolubydlící Ondřej, Marie, dívka Katka, Mariina sousedka Markéta a blázen Karel), obdržely od autora jméno a vystupují, i když jen v náčrtu, jako charaktery, zčásti dokonce jako identifikační postavy. Většina ostatních rolí je naopak označena jen jejich profesními resp. sociálními funkcemi: „plukovní major“, „hejtman“, „doktor“, ale i „babička“, „pouťový vyvolávač“, „žid“ aj. Jejich úlohy jsou často plošší a jednorozměrovější, zdají se proto být spíše typy než charaktery.
Nápadné a často záhadné jsou literární odkazy v tomto dramatickém zlomku: četné narážky na Bibli, na Goethova Fausta (19. výstup, náčrt 1. stupně, Louis: Jakou to máš rudou stuhu kolem krku), na Shakespearova Hamleta (1. výstup: kutálející se hlava, ježek a dutá země pod nohama odkazují na scénu na hřbitově a na scénu s duchem) a v neposlední řadě na Büchnerova vlastní díla (Dantonova smrt a Lenz). V této souvislosti lze poukázat i na řetězce obrazů a metafor, popsané roku 1969 Volkerem Klotzem, které procházejí všemi výstupy (horký–studený–slunce, nůž–bodat, oko–okno a zvířecí metafory a motivy).

## Výklad

### Vojckovy motivy
Je pozoruhodné, že drama nabízí různé Vojckovy motivy pro vraždu, které mají různý význam podle edice a zvoleného pořadí scén
- Žárlivost: Nejzjevnějším motivem vraždy je žárlivost na plukovního tambora, protože s ním Marie naváže poměr, přestože se Vojcek pro ni a pro jejich společné dítě obětuje. Vojcek je slabší než plukovní tambor fyzicky, sociálně i sexuálně (to je zvláště viditelné ve scéně jejich vzájemného souboje), a proto směřuje svou agresi na Marii.
- Psychická porucha: Vojcek slyší stále znova hlasy, což je příznak schizofrenie. Jeho choroba je vyvolána nebo prohloubena smlouvou s doktorem. Ten Vojcka namísto léčení využívá jako pokusného králíka a vyžaduje od něho, aby dodržoval extrémně jednostrannou (hrachovou) dietu, čímž nedostatky Vojckovy výživy ještě zesiluje. Vojckovy příznaky ukazují na otravu v důsledku jednostranné výživy hrachovou kaší. Egoistickým motivem doktora je pouze ctižádost předvádět své pseudovědecké pokusy. Tím se zdá být vražda psychické nestability, zčásti vyvolané i špatným stravováním, která se projevuje již na začátku dramatu.
- Osvobození od společnosti: Vojcek je společností, reprezentovanou hejtmanem, doktorem a plukovním tamborem, využíván a ponižován. Jeho vražda na Marii tak je rovněž formou protestu proti stávajícím poměrům, výbuch jeho nahromaděné agrese proti etablované třídě, které je vydán na milost.

### Jádro dramatu
K pochopení hlavní myšlenky dramatu Vojcek je důležité zkoumat motiv vraždy. Nestačí však omezit se na Vojckovu žárlivost vůči plukovnímu tamborovi. Velkou úlohu hraje rovněž společenské pozadí, především stavovské uspořádání společnosti. To lze pozorovat zejména při pohledu na konstelaci osob a jazyk Büchnerových postav.
Vojcek je v této společnosti utlačován a ponižován, což se odráží v jeho vztazích k hejtmanovi, k doktorovi, ale i k plukovnímu tamborovi: hejtman označuje Vojcka kvůli jeho původu z chudých poměrů za „nemorálního“; doktor v něm vidí pokusný předmět a nutí ho ke stravování poškozujícímu zdraví, přičemž Vojcek se nemůže jeho experimentům vyhnout, protože je na této vedlejší příjem odkázán, aby uživil svou rodinu; plukovní tambor neprojevuje k Vojckovi žádný respekt a veřejně i soukromě ho zesměšňuje.
Vojcek je navíc labilní nejen fyzicky, ale i psychicky. V důsledku toho se podřizuje svévoli jiných lidí, i když v něm toto utlačování vzbuzuje hněv a zoufalství. Jen vztah k Marii mu poskytuje oporu a zprostředkovává mu pocit lidské hodnoty. Mariinu nevěru je proto třeba považovat za podnět k vraždě, ne však za její příčinu: když Vojcek ztratí její věrnost, nedokáže již Vojcek dále odolávat společenskému tlaku, terý jej tíží. Vraždu Marie lze vykládat jako akt Vojckova sebezničení a jako osvobození od společnosti.

## RecepceVojcka
Vojcek měl významný vliv na umělce, režiséry, výtvarníky, hudebníky a filmaře celého světa.

### Spisovatelé, kritikové a dramatikové oVojckovi
| „                                                                       | … Vojcek Georga Büchnera … Příšerná věc, napsaná před více než osmdesáti lety … nic než příběh prostého vojáka (asi kolem roku 1848), který ubodá svou nevěrnou milenku, ale mocně ukazuje, jak i tu nejmenší existenci, pro niž se zdá i stejnokroj obyčejného pěšáka být příliš široký a příliš výrazný, jak i rekruta Vojcka obklopuje veškerá velikost bytí, jak nemůže zabránit tomu, aby se hned tu, hned tam, vpředu, vzadu, po stranách jeho otupělé duše obzor neprotrhával do mohutnosti, obrovitosti, nekonečnosti, nevídaná hra o tom, jak tento zneužívaný člověk ve své haleně stojí uprostřed vesmíru, malgré lui, v nekonečném plátně hvězd. To je divadlo, takové by mohlo divadlo být. | “ |
| — Rainer Maria Rilke, dopis Marii von Thurn und Taxis, 9. července 1915 | |   |

| „                                                  | Vojcek je člověk, po kterém všichni dupou. On nečiní, jemu je činěno. Je káča, a ne bič. Je oběť, a ne zločinec. Dramatickou postavou je jaksi prostředí – ne samotný Vojcek. Jádrem je takříkajíc trápící lidstvo – ne jím trápený člověk. Přitom zůstává pravdou, že Vojcek právě svou bezmocí nejmocněji protestuje. Že útočí nejhlouběji – protože prostě nemůže útočit. | “ |
| — Alfred Kerr, divadelní kritik, 15. prosince 1927 | |   |

| „                                                 | Konečně – a to je rozhodující – jde ve „Vojckovi“ o tutéž otázku, o jakou šlo dříve v „Poslu venkova“ a v „Dantonovi“: o závislosti lidského bytí na okolnostech, které ‚leží mimo nás‘. Tento „hrůzný fatalismus dějin“ a jeho „ničivou“ moc cítil Büchner již ve svém nejranějším gießenském období. Studium dějin, především velkých politických zvratů, jej postavilo před otázku, kterou považoval za osudovou otázku lidské existence: „Co je to, co v nás lze, vraždí, krade?“. To ale nebylo nic jiného než tázání po určujících a příčinných činitelích lidského osudu; byla to otázka po svobodě nebo předurčenosti lidských volních rozhodnutí, po možnosti nebo i jen smysluplnosti zasahování jednáním a plánováním do běhu dějin a průběhu života jednotlivce. | “ |
| — Hans Mayer, divadelní kritik, 15. prosince 1927 | |   |

| „               | Již mnohokrát divadlem vyždímaný text, který se přihodil třiadvacetiletému muži, kterému sudičky při narození odřízly oční víčka, rozmetaný horečkou až po pravopis, forma, jaká může vzniknout při lití olova, když se ruka s lžicí chvěje před pohledem do budoucnosti, zahrazuje jako nikdy nespící anděl vstup do ráje, v němž přebývala nevinnost spisovatele této hry. Jak neškodný se jeví vrcholek nové dramatiky, Beckettovo Čekání na Godota, před touto rychlou bouří, která přichází s rychlostí jiného času, s Lenzem – vyhaslým bleskem z Livonska – v tlumoku, času Georga Heyma v prostoru bez utopie pod ledem Havoly, času Konrada Bayera v rozšířené lebce Vita Beringa, času Rolfa Dietera Brinkmanna v pravostranném provozu před Shakespeare's Pub, jak nestoudná se jeví lež o posthistorii před barbarskou skutečností našich dějin. | “ |
| — Heiner Müller | |   |

| „                                                 | Vojcek má několik vedlejších úvazků, to nedopadá nakonec dobře, protože takovou nadlidskou sílu, jaké je pro to třeba, nemá a nemůže mít. Soudní pravomoc jeviště začíná tam, kde končí dosah světských zákonů. | “ |
| — Dževad Karahasan, Meine Sicht auf Woyzeck, 2007 | |   |

## Vojcekna divadle jako činohra
Režisérem premiéry Vojcka (ještě pod názvem Wozzeck zavedeným Karlem Emilem Franzosem), která se konala v mnichovském Residenztheater 8. listopadu 1913 na tvrdošíjné ponoukání Hugo von Hofmannsthala, byl dr. Eugen Kilian. Scénu a kostýmy vytvořil Alfred Roller. Vojcka hrál Albert Steinrück. tato inscenace dosáhla 20 doložených představení. Derniéra se konala 21. srpna 1919. Do června 1915 následovaly tři další inscenace, z nichž ve dvou hrál titulní úlohu opět Albert Steinrück, totiž v Berlíně v divadle Lessingtheater a ve Vídni v divadle Residenzbühne (premiéra 5. května 1914).
Po první světové válce se stala tato činohra středem pozornosti německojazyčného divadla, ba téměř módní senzací, s níž se inscenátoři mnohokrát obraceli na obecenstvo se zvláštními literárními a divadelními zájmy a která kontroverzemi v tisku vzbuzovala opravdovou büchnerovskou euforii.
Skutečným průlomem pro Vojcka jako jevištně životnou činohru přineslo jeho 14. nastudování, a to režisérem Maxem Reinhardtem v berlínském divadle Deutsches Theater (premiéra 5. dubna 1921) s Eugenem Klöpferem v titulní úloze.
V hustém sledu následujících inscenací Vojcka během 20. let 20. století vykrystalizovaly čtyři koncepty režie a výkladu díla:
- Vojcek jako podobenství nevysvětlitelného, nevyhnutelného a osudového utrpení přiděleného člověku na jeho pozemské pouti.
- Vojcek jako sociální drama, jako tragédie proletáře. Společenské okolnosti a tlaky učiní z Vojcka vraha a sebevraha. Tím se činohra stává politicky bojovým divadlem jako součástí třídního boje.
- Vojcek jako reprezentant vysoce citlivých, intenzivně cítících lidí, kteří jsou vystaveni pudy ovládanému, bezcitně chladnému světu. Vojcek nevydrží napětí mezi svým vnitřním životem a drsným prostředím, ztratí rozum a stane se vrahem a sebevrahem. Utrpí stále se opakující osud lidí s „citlivějším nervovým systémem“ (Franz Theodor Csokor, autor „pokusu o dokončení“ Vojcka, který byl poprvé uveden v roce 1928 v Raimundově divadle ve Vídni), podléhajících v boji s tupou bezcitností.
- Vojcek jako drama o žárlivosti, jako morytát a jako scénická lidová balada v tradici německé lidové tvorby, lidové balady a lidové písně.

Ačkoliv byl Vojcek divadelními publicisty vítán s nadšením, u obecenstva se meziválečné inscenace dočkaly úspěchu jen zřídka, a pokud ano, pak pouze jako úspěch herců při zpodobňování hlavních postav. Naproti tomu se v publiku často objevovaly masivní a zčásti prudké protesty.
Dlouhá řada inscenací Vojcka ve 2. letech 20. století nebyla násilně ukončena nástupem nacistů k moci, jak se často předpokládá, nýbrž skončila již 63. nastudováním za období let 1918 až 1930, totiž inscenací v Erfurtu premiérovanou 21. března 1930. Po ní následovalo už jen jediné představení 15. října 1932 ve Studiu 33 v Berlíně. Ve valné většině měst, jejichž divadla si to mohla s ohledem na svou strukturu a své obecenstvo dovolit, již lidé tuto činohru viděli. Tam platila již za „obehranou“. Navíc si divadla v krizových dobách hospodářské katastrofy již nemohla dovolit hrát hry, které podle veškerých zkušeností znamenaly riziko pro návštěvnost.
Často uváděný zákaz hry během doby nacismu ve skutečnosti neexistoval. Před druhou světovou válkou se na území Německé říše hrál ještě dvakrát ve dvou župních hlavních městech, ve Frankfurtu nad Mohenam ke 100. výročí Büchnerovy smrti (1937) a v Hannoveru (1939).
Po druhé světové válce se Vojcek velmi rychle objevil na jevištích německých divadel. Tak již 27. září 1945 byl hrán v nouzovém divadle umístěném v Bílém sále zoologické zahrady v Lipsku v režii Hanse Schüllera a Peterem Lührem jako Vojckem a 6. října 1945 v režii Freda Schroera na komorních hrách v Novém divadle ve Stuttgartu s Kunibertem Genischenem jako Vojckem.
V následujících letech se stal Vojcek oblíbeným materiálem autnomního tzv. „Regietheater“ (divadla s dominantním postavením režie); charakteristickými příklady jsou inscenace vlastního Kroetzova znení od režiséra Franze Xavera Kroetze v Hamburku roku 1996 a inscenace Michaela Thalheimera v Salcburku roku 2003. Všechna divadla, která ho do té doby hrála, přišla s novými nastudováními, zčásti i několikrát. Činohra byla inscenována i v menších městských divadlech, v rámci hostování na venkvských scénách nebo v přírodních divadlech, zvláště pak i ve studentských divadlech a na scénách mohovrstevné alternativní scény (charakteristický příklad: bezdomovecké divadlo Ratten 07 na scéně Volksbühne v Berlíně roku 1995). Vojcek, který započal svou jevištní historii jako text pro elitní obecenstvo, nyní náleží ke standardnímu repertoáru.
Do konce sezóny 1999/2000 je v Německu doloženo 420 nastudování.

## Vojcekv hudbě

### Opera Albana Berga
Milníkem v recepci Büchnerova dramatického zlomku se stala opera Vojcek (Wozzeck) Albana Berga, dokončená roku 1921. Uvedení tří výňatků v roce 1924 přineslo Bergovi první veřejný úspěch. Ale teprve Erich Kleiber, šéfdirigent berlínské Státní opery, rozpoznal genialitu této partitury a dne 14. prosince 1925 uvedl její světovou premiéru. Jinou operu se stejným názvem Vojcek (Wozzeck) napsal Manfred Gurlitt. a měla premiéru roku 1926 v Brémách.

#### Česká premiéra opery
Jako operu Albana Berga pod názvem Wozzek uvedlo toto dílo v Československu poprvé Národní divadlo v nastudování Otakara Ostrčila v roce 1926. Představení se setkalo s ostrou kritikou, při třetím předvedení 16. listopadu 1926 byla zorganizována výtržnost a následně bylo představení zakázáno. Řada předních hudebních umělců i dalších osobnostní (např. Josef Bohuslav Foerster, Jaroslav Křička, Vlastimil Rabas, Karel Teige, E. F. Burian, Zdeněk Nejedlý a další) podepsala prohlášení Projev uměleckých korporací ve věci Bergovy opery Vojcek ve kterém zhodnotila představení jako vynikající a odsoudila jeho zákaz jako „dalekosáhlé zasažení do svobody uměleckého projevu.“

### Jiné
Skupina Subway to Sally tematizovala Vojckovu vraždu Marie v písni Element des Verbrechens na albu Bannkreis.
V listopadu 2000 uvedl režisér Robert Wilson tuto činohru v Divadle Betty Nansenové v Kodani s hudbou Toma Waitse. Album s písněmi z této inscenace se nazývá Blood Money.
V roce 2003 vydala italská neofolková skupina Rose Rovine e Amanti album s názvem Woyzeck, jehož titulní píseň je založena na Büchnerově dramatu.

## Vojcekve filmu
Georg Klaren byl prvním režisérem, který přivedl Vojcka do kin (1947). Klaren pojal záměr natočit tento film již 1930, mohl jej však realizovat až po válce. Rámcový děj se odehrává v anatomickém sále jedné z německých univerzit. Tam je vystavena mrtvola mušketýra Vojcka, který byl oběšen. Pro profesora je to vrah, student Büchner odpovídá: „… kterého jsme my zavraždili“. V dalším průběhu děje pak vypráví svým soudruhům příběh, který je podkladem dramatu. Kurt Meisel hrál Vojcka, Paul Henckels doktora a Helga Zülchová Marii. V dalších rolích se objevili Max Eckard, Karl Hellmer, Rotraut Richterová a Willi Rose.
„Při této práci“, řekl Klaren v rozhovoru s Berliner Zeitung dne 18. května 1947, „vidím opět potvrzení svého názoru na zfilmovávání literárních témat: fragmenty jako Vojcek nebo novely se ke zfilmování hodí mnohem více než činohry nebo romány. Fragmenty proto, protože nechávají každému prostor pro vizuální fantazii, potože jejich zaostření na jedinou pointu zvlášť přesně odpovídá vlastní podstatě filmu jako umělecké formy.“
Po dohotovení byl tento film považován za velmi významný, protože je natočen ve stylu expresionismu. Přesto byl kvůli podezření z marxistického základního přístupu brzy po premiéře stažen a do kin Spolkové republiky Německo byl uveden až na konci roku 1958 pod názvem Der Fall Wozzeck (Případ Vojcek).
Od Klarenova Vojcka zfilmovala tento fragment celá řada režisérů. Nejznámější adaptací je Vojcek (Woyzeck) Wernera Herzoga z roku 1979, v němž hrál titulní úlohu Klaus Kinski. V expresivním krátkém filmu Woyzeck - The Film, oceněném Spolkovým svazem německých filmových autorů, byly originální dialogy konfrontovány s experimentálně představeným průběhem děje v krátkých filmových epizodách. Režiséry byli Minona von Vietinghoff a Max Michael Rohland 2012. V roce 2013 byla uvedena moderní adaptace Vojcka v režii Nurana Davida Calise, který přenesl děj do současného Berlína.

## Vojcekjako rozhlasová hra
- Leonhard Koppelmann upravil a režíroval Büchnerovo dílo v roce 2006 pro SWR. V hlavních rolích účinkovali Werner Wölbern jako Vojcek a Sandra Hüller jako Marie.

## Vojcekpro neslyšící
Neslyšící herec Werner Mössler přeložil roku 2007 úpravu bosenského básníka Dževada Karahasana do rakouské znakové řeči.